# Akira Nishino
Akira Nishino (jap. 西野朗 Nishino Akira; ur. 7 kwietnia 1955 w Saitamie) – japoński piłkarz i trener, reprezentant kraju.

## Kariera klubowa
Od 1978 do 1990 występował w klubie Hitachi.

## Kariera reprezentacyjna
Karierę reprezentacyjną rozpoczął w 1977, a zakończył w 1978. W sumie w reprezentacji wystąpił w 12 spotkaniach.

## Statystyki
| Reprezentacja Japonii | Reprezentacja Japonii | Reprezentacja Japonii |
| Rok                   | Mecze                 | Gole                  |
| --------------------- | --------------------- | --------------------- |
| 1977                  | 4                     | 0                     |
| 1978                  | 8                     | 1                     |
| Razem                 | 12                    | 1                     |